# Carl Leisewitz
Carl Leisewitz (né le 21 décembre 1831 à Dorfmark près de Fallingbostel et mort le 20 décembre 1916 à Munich) est un agronome prussien.

## Biographie
Leisewitz étudie au lycée de Celle et, après plusieurs années d'apprentissage dans des fermes, étudie à l'Académie d'agriculture de Poppelsdorf près de Bonn en 1857 et 1858. Il travaille ensuite comme professeur d'agriculture. De 1863 à 1866, il enseigne comme chargé de cours à l'Académie agricole de Proskau (de) (province de Silésie) et à partir de 1869 à l'École polytechnique de Darmstadt. En 1871, il obtient son doctorat à la Faculté de philosophie de l'Université Georges-Auguste de Göttingen avec une thèse sur les impôts fonciers dans l'agriculture. De 1873 à 1904, il travaille comme professeur de gestion d'entreprise et d'élevage au département d'agriculture de l'Université technique de Munich. Il écrit de nombreux articles sur les agriculteurs et les agronomes pour l'Allgemeine Deutsche Biographie publiée par l'Académie royale des sciences de Bavière.

## Publications
- Die Grundsteuer und die Landwirtschaft. Zweiter Abschnitt der Arbeit: Die Landwirtschaft unter dem Einfluß des in Nord-Deutschland herrschenden Steuersystems. Chr. Kichler, Darmstadt, 1871.
- Die Landwirtschaft unter dem Einfluß des in Norddeutschland herrschenden Steuersystem’s. Wiegandt Hempel, Berlin 1872.
- Lehr- und Handbuch der allgemeinen landwirthschaftlichen Tierzucht. Theodor Ackermann, München 1888.